# S-Bahn Bodensee

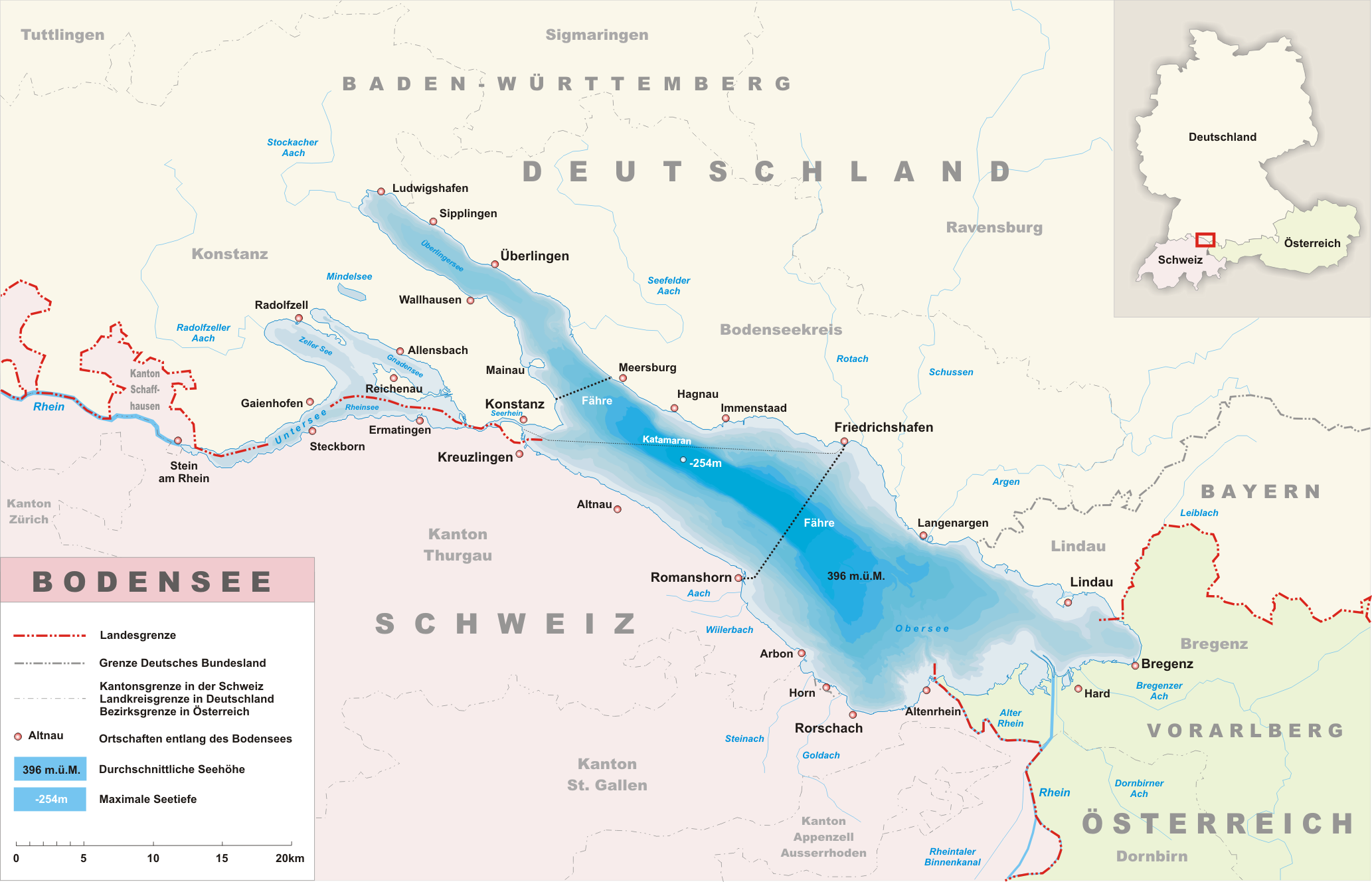
Regionenkarte Bodensee

Die S-Bahn Bodensee ist ein internationaler Marketingauftritt, der die S-Bahnen und sonstigen vertakteten Schienenpersonennahverkehre im Bodenseeraum miteinander vernetzt. Das Projekt kommuniziert das bestehende Angebot des Öffentlichen Verkehrs aus Bahn, Bus und den seeüberquerenden Fähren in einem zentralen und grenzüberschreitenden Auftritt und bietet einen Überblick über die verschiedenen Tarife der vier an den See angrenzenden Verkehrsverbünde. Vorbilder sind die grenzüberschreitenden Verkehrsnetze im Tessin, in Genf und in Basel.
Im Interreg-II-Projekt „Bodan-Rail 2020“ wurde eine schrittweise Umsetzung durch die beteiligten Körperschaften in Deutschland, der Schweiz, Österreich und Liechtenstein beschlossen. Da das erste Projekt seit 2010 auf Eis liegt, wurde ein neues Konzept „Bodanrail 2040“ entwickelt, das mit dem Interreg V ABH gefördert werden soll.

## Liniennetz
Nachdem 2021 eine Website und ein Liniennetzplan erstellt und zum Fahrplanwechsel am 12. Dezember 2021 veröffentlicht wurden, zählen seit dem Fahrplanjahr 2022 die Linien S1, S2, S4, S5, S7, S10, S14 und RE Konstanz–Herisau der S-Bahn St. Gallen, die Linien S1, S2, S3 und S5 der S-Bahn Vorarlberg, die Linien RB 29 (Seehas), RB 31, RB 32, RB 91, RB 92 und RB 93 des Schienenpersonennahverkehrs in Baden-Württemberg und in Bayern sowie die Linie Singen–Schaffhausen (RB 33), die zur S-Bahn Schaffhausen gehört, zur Bodensee-S-Bahn.
Zum Fahrplanjahr 2023 wurde die Linienbezeichnung des Seehas, der außer der S-Bahn Bodensee keinem weiteren S-Bahn-Netz angehört, in S6 sowie die Linie S5 der S-Bahn Vorarlberg, deren Bezeichnung sich mit der gleichnamigen Linie der S-Bahn St. Gallen doppelte, in R5 umbenannt. Außerdem kam die neu eingeführte Linie S44 der S-Bahn St. Gallen dazu.
Zum Fahrplanjahr 2024 wurde die dieselbetriebene Linie Radolfzell – Stockach auf einen Halbstundentakt verdichtet und in S61 umbenannt. Die bisher lediglich als „S“ geführten Linien der S-Bahn Schaffhausen wurde in S62 umbenannt. Der RE wurde in R1 umbenannt
| Linie     | Laufweg                                                                                                  | S-Bahn                 | Betreiberin    |
| --------- | --- | ---------------------- | -------------- |
| S 1       | Wil – Gossau SG – St. Gallen – Romanshorn – Kreuzlingen – Schaffhausen                                   | St. Gallen             | Thurbo         |
| S 1       | Lindau-Insel – Bregenz – Dornbirn – Feldkirch – Bludenz                                                  | Vorarlberg             | ÖBB-PV         |
| S 2       | Herisau – St. Gallen – Rorschach – St. Margrethen – Altstätten                                           | St. Gallen             | Thurbo         |
| S 2       | Feldkirch – Schaan-Vaduz – Buchs SG                                                                      | Vorarlberg             | ÖBB-PV         |
| S 3       | Bregenz – St. Margrethen                                                                                 | Vorarlberg             | ÖBB-PV         |
| S 4       | Herisau – St. Gallen – Rorschach – St. Margrethen – Altstätten – Buchs SG                                | St. Gallen             | SOB            |
| S 5       | Weinfelden – Sulgen – Gossau SG – St. Gallen – Rorschach – St. Margrethen                                | St. Gallen             | Thurbo         |
| R 5       | St. Margrethen – Lustenau – Dornbirn (– Feldkirch)                                                       | Vorarlberg             | ÖBB-PV         |
| S 6       | Engen – Singen (Hohentwiel) – Radolfzell – Konstanz                                                      | Bodensee               | SBB GmbH       |
| S 61      | Radolfzell – Stockach                                                                                    | Bodensee               | DB Regio BW    |
| S 62      | Schaffhausen – Singen (Hohentwiel) (– Konstanz)                                                          | Schaffhausen           | SBB GmbH       |
| S 7       | Weinfelden – Sulgen – Romanshorn – Rorschach (– St. Margrethen – Bregenz – Lindau-Reutin)                | St. Gallen, Vorarlberg | Thurbo         |
| S 10      | Wil – Weinfelden – Sulgen – Romanshorn                                                                   | St. Gallen             | Thurbo         |
| S 14 S 44 | Weinfelden – Kreuzlingen – Konstanz                                                                      | St. Gallen             | Thurbo         |
| RB 31     | Radolfzell – Überlingen – Salem – Markdorf – Friedrichshafen Stadt                                       | –                      | DB Regio BW    |
| RB 91     | Aulendorf – Ravensburg – Meckenbeuren – Friedrichshafen Stadt (Richtungswechsel) – Friedrichshafen Hafen | –                      | BOB            |
| RB 92     | Lindau-Insel – Hergatz – Kißlegg – Memmingen                                                             | –                      | Arverio Bayern |
| RB 93     | Lindau-Insel – Friedrichshafen Stadt                                                                     | –                      | DB Regio BW    |
| 1         | Herisau – St. Gallen – Romanshorn – Kreuzlingen Hafen – Konstanz                                         | St. Gallen             |                |

Quelle: 

## Geschichte

### 2004–2010

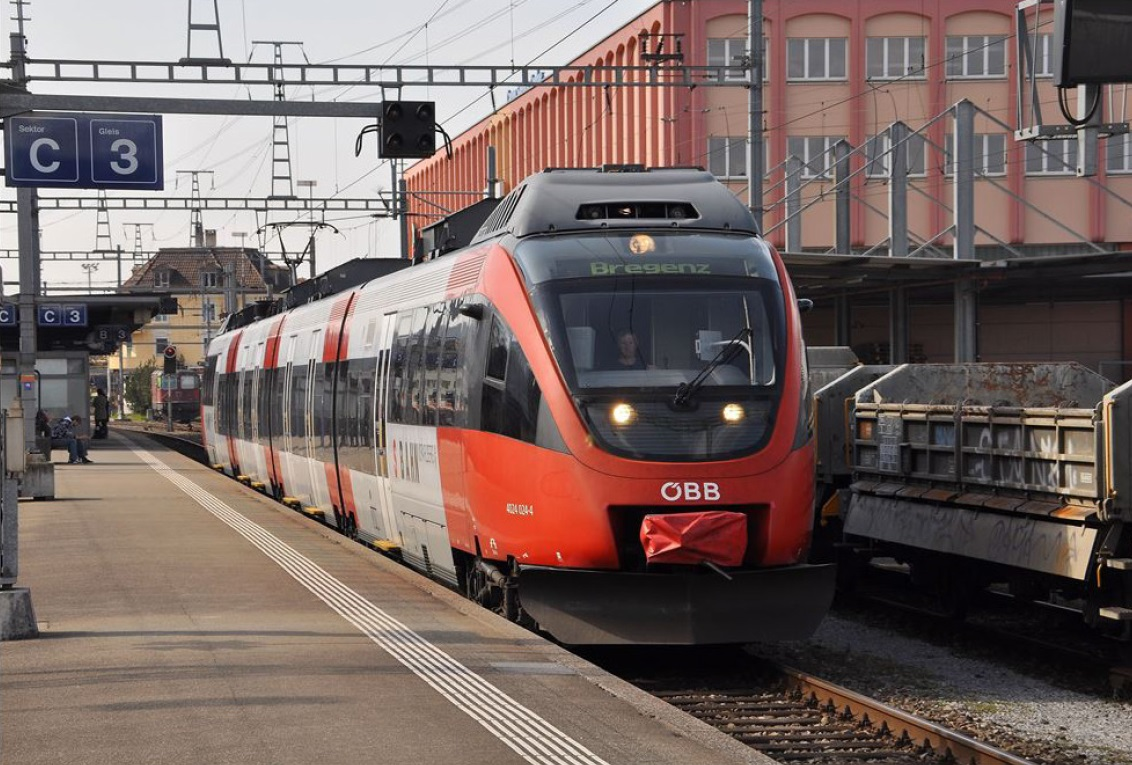
S3 der S-Bahn Vorarlberg im Schweizer Bahnhof St. Margrethen

Am 11. Dezember 2004 wurde in Lindau die Plattform „Zu(g)kunft Euregio Bodensee“ gegründet.
Für einen besseren grenzüberschreitenden Schienenverkehr in der Euregio Bodensee engagierten sich im Rahmen der Initiative Bodensee-S-Bahn die folgenden Organisationen:
- Pro Bahn Österreich, Land Vorarlberg
- Pro Bahn, Regionalverband Schwaben (Pro Bahn LV Bayern)
- Pro Bahn Schweiz Sektion Ostschweiz
- VCD, Kreisverband Ravensburg (VCD LV Baden-Württemberg)
- Verkehrs-Club der Schweiz (VCS), Sektion Thurgau

Das Konzept der Bodensee-S-Bahn ist ein Verkehrskonzept für den Bodenseeraum, bei dem der Bahnverkehr rund um den Bodensee auf den neuesten Stand gebracht und mit einer guten Vernetzung die Fahrzeiten verkürzt werden sollen.
Die „Initiative Bodensee-S-Bahn“ schlug hierfür eine S-Bahn vor, an der alle Bodenseeanrainer beteiligt gewesen wären. Die Bahn durch die Staaten Österreich, Deutschland und Schweiz hat neben der den Bodensee umrundenden Ringbahn ein geplantes Einzugsgebiet von Schaffhausen (CH), Radolfzell (D), Konstanz (D), Friedrichshafen (D), Lindau (D), Bregenz (A) und St. Gallen (CH). Teile dieses Netzes sind durch die existierende S-Bahn St. Gallen und S-Bahn Vorarlberg bereits abgedeckt.
Im Juni 2010 erklärte die damalige Verkehrsministerin des Landes Baden-Württemberg Tanja Gönner, dass für die Realisierung einer Bodensee-S-Bahn auf absehbare Zeit keine finanziellen Mittel vorhanden sind.

### Verlängerung der St. Galler S-Bahn nach Lindau

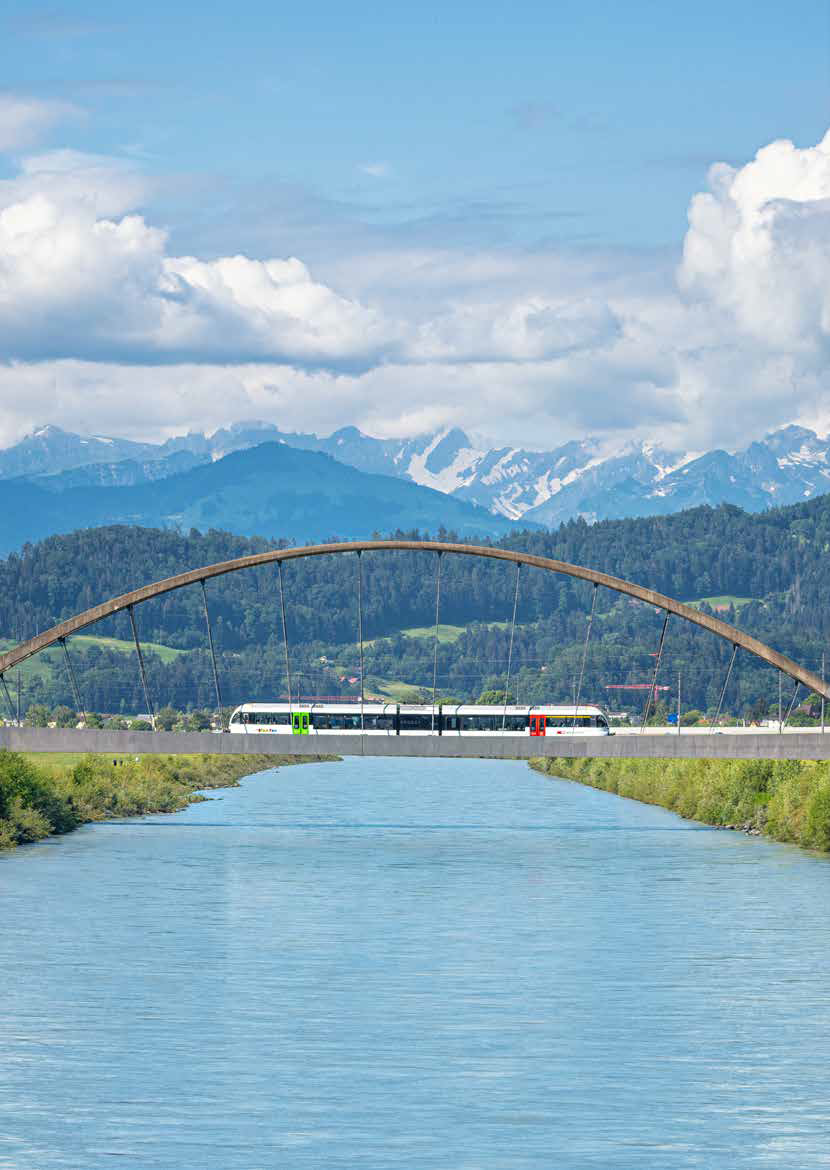
Thurbo GTW 2/6 als S7 auf der Rheinbrücke zwischen St. Margrethen und Lustenau

Ursprünglich war geplant, die S3 der S-Bahn St. Gallen stündlich bis nach Bregenz zu verlängern. Somit wäre erstmals eine durchgehende S-Bahn-Verbindung zwischen St. Gallen und der Vorarlberger Landeshauptstadt entstanden. Praktisch konnte mit dem Fahrplan 2014 aber nur ein schlanker Anschluss in St. Margrethen ermöglicht werden. Die tatsächliche Durchbindung sollte 2018 eingeführt werden, scheiterte jedoch an der fehlenden Zulassung der Thurbo-Züge in Österreich.
2019 signalisierte der Freistaat Bayern, die Kosten der Verlängerung der S-Bahn-Linie S7 Weinfelden–Rorschach über Bregenz nach Lindau zu übernehmen. Seit dem Fahrplanwechsel am 12. Dezember 2021 werden an Wochenenden acht Zugpaare der Linie S7 im Zweistundentakt über St. Margrethen und Bregenz bis Lindau-Reutin durchgebunden und verkehren dabei im Wechsel mit dem Eurocity Zürich–München. Die Planungen sehen vor, ab Dezember 2023[veraltet] dieses Angebot auf einen täglichen Betrieb auszuweiten.
Mit Fahrplanwechsel am 10. Dezember 2023 fahren erstmals Züge der S7 auch außerhalb des Wochenendes bis Lindau. Insgesamt sind das montags bis donnerstags sechs und freitags neun Fahrtmöglichkeiten pro Tag. Linienendpunkt ist vorerst weiterhin der Bahnhof Lindau-Reutin. Längerfristig wird eine Verlängerung aller angebotenen Zugfahrten der S7 zum Lindauer Inselbahnhof angestrebt.

### S-Bahn Bodensee ab 2020
Aus dem Bodensee-Ticket entwickelte sich das Gemeinschaftsprojekt S-Bahn Bodensee, dessen Förderung durch die Interreg Alpenrhein-Bodensee-Hochrhein 2020 für den Zeitraum vom 1. Juli 2020 bis zum 30. Juni 2023 in Höhe von knapp 181.000 Euro gewährt wurde. Leadpartner ist das Eisenbahnverkehrsunternehmen Thurbo, die weiteren Projektpartner sind die Eisenbahnverkehrsunternehmen DB Regio Baden-Württemberg, ÖBB-Personenverkehr, SBB GmbH und die Verbünde Verkehrsverbund Vorarlberg, Tarifverbund Ostwind, Bodensee-Oberschwaben Verkehrsverbund, Verkehrsunternehmen Hegau-Bodensee Verbund und Bodensee Ticket. Zu Initianten der S-Bahn Bodensee gehörten außerdem die Mitglieder der Internationalen Bodensee-Konferenz.
Das Projekt S-Bahn Liechtenstein bezieht den Kleinstaat direkt mit ein, beschränkt sich jedoch weitgehend auf die bestehenden Netze der S-Bahnen St. Gallen und Vorarlberg ohne Einbeziehung der Nordseite des Bodensees. Am 30. August 2020 verweigerte jedoch die Liechtensteiner Bevölkerung in einer Volksabstimmung den Kredit für das Projekt, sodass die Finanzierung und die Umsetzung offen sind.
Bis 2030 soll das mittelfristige Angebotskonzept der S-Bahn Konstanz-Kreuzlingen umgesetzt werden. Es beinhaltet unter anderem die Durchbindung des Seehas Engen–Konstanz nach Kreuzlingen Hafen.